# Domenico Durante
Domenico Durante (Murazzano, Provincia de Cúneo, Italia, 17 de diciembre de 1879-Canale, Provincia de Cúneo, Italia, 21 de octubre de 1944) fue un pintor y futbolista italiano. Se desempeñaba en la posición de guardameta.

## Clubes
| Club              | País   | Año       |
| ----------------- | ------ | --------- |
| Ginnastica Torino | Italia | 1900      |
| Juventus F. C.    | Italia | 1901-1911 |

## Palmarés

### Campeonatos nacionales
| Título              | Club           | País   | Año  |
| ------------------- | -------------- | ------ | ---- |
| Campeonato Italiano | Juventus F. C. | Italia | 1905 |